# Episodi di LEGO Ninjago (nona stagione)
La nona stagione, della serie animata Ninjago: Masters of Spinjitzu, sottotitolata Braccato (Hunted), composta da dieci episodi, è andata in onda per la prima volta in Australia su Cartoon Network dal 30 giugno al 1º settembre 2018.
In Italia è stata trasmessa sempre sul canale Cartoon Network dal 29 ottobre al 2 novembre 2018.
La stagione è stata aggiunta su Netflix Italia nell’estate 2021.
La stagione ricomincia dal finale della precedente, dove Garmadon aveva il preso il controllo di Ninjago, e prosegue con i tentativi di Lloyd e la sua resistenza di fermarlo, aspettando il ritorno degli altri ninja intrappolati nel Primo Regno, che intanto devono fare i conti con un nuovo antagonista chiamato Il Barone di ferro.
| nº | Titolo originale      | Titolo italiano              | Prima TV Australia | Prima TV Italia |
| -- | --------------------- | ---------------------------- | ------------------ | --------------- |
| 1  | Firstbourne           | L'origine                    | 30 giugno 2018     | 29 ottobre 2018 |
| 2  | Iron & Stone          | La resistenza                | 7 luglio 2018      | 29 ottobre 2018 |
| 3  | Radio Free Ninjago    | Radio Ninjago libera         | 14 luglio 2018     | 30 ottobre 2018 |
| 4  | How to Build a Dragon | Ad ognuno il suo potere      | 21 luglio 2018     | 30 ottobre 2018 |
| 5  | The Gilded Path       | Attacco al quartier generale | 28 luglio 2018     | 31 ottobre 2018 |
| 6  | Two Lies, One Truth   | Due bugie, una verità        | 4 agosto 2018      | 31 ottobre 2018 |
| 7  | The Weakest Link      | L'anello più debole          | 11 agosto 2018     | 1 novembre 2018 |
| 8  | Saving Faith          | Tempo di ricordare           | 18 agosto 2018     | 1 novembre 2018 |
| 9  | Lessons for a Master  | Lezioni per un maestro       | 25 agosto 2018     | 2 novembre 2018 |
| 10 | Green Destiny         | Destino Verde                | 1º settembre 2018  | 2 novembre 2018 |

## L'origine
- Titolo originale: Firstbourne
- Diretto da: Peter Hausner
- Scritto da: Dan Hageman e Kevin Hageman

### Trama
L'imperatore Garmadon ha preso il controllo di Ninjago City, dove Lloyd si ritira nell'ombra. Nel frattempo gli altri Ninja e il giovane Wu, teletrasportati dal tè del viaggiatore nel Regno degli Oni e dei Draghi, scoprono che non sono da soli.

## La resistenza
- Titolo originale: Iron & Stone
- Diretto da: Michael Helmuth Hansen
- Scritto da: Bragi Schut

### Trama
Cole e il giovane Wu cercano di liberare i Ninja, i quali sono tenuti prigionieri da una tribù di Cacciatori di Draghi. Nel frattempo a Ninjago, Lloyd si riunisce con alcuni vecchi amici che potrebbero rivelarsi validi alleati contro l'Imperatore Garmadon.

## Radio Ninjago libera
- Titolo originale: Radio Free Ninjago
- Diretto da: Jens Møller
- Scritto da: Dan Hageman e Kevin Hageman

### Trama
Lloyd deve trovare la sua voce interiore mentre guida una piccola resistenza per controllare le vie aeree di Ninjago City. Nel frattempo, Iron Baron sfrutta i Ninja per cacciare Draghi.

## Ad ognuno il suo potere
- Titolo originale: How to Build a Dragon
- Diretto da: Trylle Vilstrup
- Scritto da: Bragi Schut

### Trama
I Ninja cercano di scappare dai Cacciatori di Draghi costruendo una finta Firstbourne, intanto Darreth convince Mistake a donargli dei poteri.

## Attacco al quartier generale
- Titolo originale: The Gilded Path
- Diretto da: Michael Helmuth Hansen
- Scritto da: Bragi Schut

### Trama
A Ninjago i figli di Garmadon scoprono il nascondiglio della resistenza e tendono loro un'imboscata. La maggior parte viene catturata, ma Skylor, Dareth, Lloyd e Nya riescono a scappare grazie a un veicolo corazzato. Nel frattempo nella terra dei Draghi e degli Oni, i Ninja vengono trovati da Heavy Metal, ma quando scopre che il bambino in loro custodia è figlio del Primo Maestro di Spinjitzu, si allea con loro. Così vanno alla ricerca dell'armatura d’oro del Primo Maestro di Spinjitzu nonostante non sappiano la sua posizione ma, come ripete il maestro Wu, devono “avere fede”.

## Due bugie, una verità
- Titolo originale: Two Lies, One Truth
- Diretto da: Jens Møller
- Scritto da: Bragi Schut

### Trama
I cacciatori di draghi scoprono che Heavy Metal li ha traditi, quindi la cercano per vendicarsi. Chi riesce a trovarla potrà diventare il vice del barone di ferro. I cacciatori trovano i Ninja e Hevy Metal quindi li inseguono, ma i ninja riescono a scappare e arrivano fino al territorio oscuro degli Oni che in realtà si rivela essere disabitato. Intanto a Ninjago Mistake ammette di essere una Oni e i figli di Garmadon vogliono trovare Lloyd per portarglielo al loro imperatore Garmadon.

## L'anello più debole
- Titolo originale: The Weakest Link
- Diretto da: Trylle Vilstrup
- Scritto da: Dan Hageman e Kevin Hageman

### Trama
Lloyd e la resistenza catturano Harumi e, grazie al potere Oni di Mistake e al potere di assorbimento di Skyler, cercano di avvicinarsi a Garmadon per assorbire il suo potere e quindi, di conseguenza, usarlo contro di lui. Intanto nel primo regno Fede insegna ai Ninja e al giovane Wu come si usano le catene per catturare i draghi. Poi Lloyd picchia Harumi,che lo stava provocando questo fa sì che Harumi si liberi umiliando Lloyd e Dareth prendendosi gioco di loro poi Harumi si avvia per portare Lloyd da Garmadon, ma Lloyd scappa comunque Harumi riesce ad arrivare da Garmadon

## Tempo di ricordare
- Titolo originale: Saving Faith
- Diretto da: Michael Helmuth Hansen e Peter Egeberg
- Scritto da: Dan Hageman e Kevin Hageman

### Trama
Il piano della resistenza fallisce: Skyler riesce a fuggire, mentre Mistake non ce l'ha fatta. Skyler prova a usare il potere di Garmadon che è riuscita ad assorbire, ma è troppo potente e la fa indebolire. Il colosso di Pietra cade e, distruggendo un edificio, uccide Harumi. Nel regno di Oni e dei Draghi I cacciatori catturano I ninja e il barone di ferro cerca un accordo con il giovane Wu per trovare l'armatura dei draghi. Wu accetta a malincuore, e conduce il cacciatore nella tana di Primogenita, la madre dei draghi e un tempo compagna fedele di suo padre. Qui, questi tenta di usare l'armatura dei draghi per controllare la dragonessa, ma qui Wu rivela che teneva nascosto qualcosa agli altri, ovvero che la dragonessa seguiva suo padre perché vedeva il buono in lui, non perché aveva addosso l'armatura, e poi chiede cosa lei veda dentro il barone di ferro, a cui il rettile risponde dimostrando la sua fedeltà a Wu, figlio del Primo Maestro di Spinjitzu, e sputando fuoco verso il barone, uccidendolo.

## Lezioni per un maestro
- Titolo originale: Lessons for a Master
- Diretto da: Jens Møller
- Scritto da: Bragi Schut

### Trama
I cacciatori di draghi, dopo la morte del barone liberano i ninja e Wu, che nel frattempo ha preso l'armatura del maestro d'oro, Fede decide di rimanere nel regno degli oni e dei draghi per costruire un nuovo regno insieme agli altri cacciatori, infine, grazie ai draghi i ninja riescono a tornare a Ninjago, ricongiungersi con i loro amici e prepararsi ad affrontare Garmadon.

## Destino Verde
- Titolo originale: Green Destiny
- Diretto da: Peter Hausner
- Scritto da: Dan Hageman e Kevin Hageman

### Trama
I ninja, tornati di nuovo insieme, affrontano il colosso mentre Lloyd e Wu combattono Lord Garmadon, dopo una lunga battaglia ( in cui tra l'altro il giovane usa la stessa arte insegnatagli dal padre nella terza stagione, "l'arte del pugno silenzioso") Lloyd recupera i suoi poteri e sconfigge Garmadon il quale rivela che gli Oni stanno per piombare su Ninjago. I restanti figli di Garmadon vengono presi in custodia dalla polizia, mentre i ninja si riuniscono e festeggiano la vittoria, con Lloyd e Wu, ancora in forma giovane, che si preparano a fronteggiare la minaccia di cui parlava il padre del primo, e tutti si riuniscono col proprio partner (Jay e Nya, Skylar e Kai e Zane e Pixal) per aiutare a ricostruire. Mentre Garmadon viene arrestato.